# 11 Batalion Medyczny (SZ RP)
11 Batalion Medyczny im. gen. bryg. prof. Mariana Garlickiego (11 bmed) – pododdział wojskowej służby zdrowia Sił Zbrojnych RP (JW Nr 2182).
15 października 1944 roku dowódca 3 Armii, gen. dyw. Karol Świerczewski wydał rozkaz nr 1 w sprawie sformowania między innymi 11 Dywizji Piechoty, a w jej składzie 13 Samodzielnego Batalionu Medyczno-Sanitarnego (ros. 13-й польский отдельный медсанбат). Batalion formował się w Suchodołach według sowieckiego etatu Nr 04/511 (ros. отдельный медико-санитарный батальон) o stanie 95 ludzi. Poczta polowa (ros. Войсковая часть полевая почта) numer 52179. 15 listopada 1944 roku stan ewidencyjny jednostki liczył 31 żołnierzy, w tym 13 oficerów, 4 podoficerów i 14 szeregowych (32,6% stanu etatowego). 2 grudnia 1944 roku dowódca 3 Armii wydał rozkaz nr 023 o rozformowaniu armii. Wspomniany rozkaz dotyczył również 13 sbms. Szczegółowa struktura organizacyjna samodzielnego batalionu medyczno-sanitarnego została przedstawiona w: Ordre de Bataille polskiej dywizji piechoty w 1945.
Wiosną 1945 roku, zgodnie z planem rozbudowy Wojska Polskiego, przystąpiono po raz drugi do formowania 11 Dywizji Piechoty. 23 marca 1945 roku dowódca 11 DP, w zastępstwie pułkownik Konstanty Karasiewicz, wydał rozkaz Nr 01 o formowaniu dywizji, a w jej składzie 8 Samodzielnego Batalionu Sanitarnego. Pododdział organizował się w Łodzi według etatu Nr 04/561 o stanie 92 ludzi i 13 samochodów. Jednostka otrzymała sowiecki numer poczty polowej 65624. Na początku maja 1945 roku stan ewidencji batalionu liczył 80 żołnierzy (87% stanu etatowego), w tym 16 oficerów, 22 podoficerów i 42 szeregowców. W tym czasie jednostką dowodził major Edward Laudański. Dowódca baonu podlegał dowódcy dywizji za pośrednictwem szefa służby zdrowia, którym był ppłk lek. Mieczysław Kowalski. W okresie od 24 maja do 6 czerwca 1945 roku baon, w składzie 11 DP, przegrupował się z Łodzi nad Odrę i Nysę Łużycką. Po przegrupowaniu, jednostka została rozlokowana w Lubsku. W lipcu 1945 roku batalion przejął szpital miejski w Lubsku i roztoczył opiekę medyczną także nad ludnością cywilną.
5 listopada 1945 roku dowódca 11 DP wydał rozkaz Nr 116 o przeformowaniu dywizji piechoty na etaty czasu pokojowego. Zgodnie z tym rozkazem 8 sbsan został całkowicie rozformowany w terminie do 10 listopada 1945 roku.
W kwietniu 1952 roku został przyjęty do realizacji pierwszy powojenny plan mobilizacyjny „PM 1". Zgodnie z planem, po zarządzeniu mobilizacji, 17 Pułk Moździerzy w Żaganiu miał sformować dla 11 Dywizji Zmechanizowanej – 11 Kompanię Sanitarną.
2 kwietnia 1953 roku marszałek Konstanty Rokossowski zatwierdził plan mobilizacyjny „PM 53". Nowy plan także zakładał sformowanie 11 Kompanii Sanitarnej dla 11 DZ, lecz jednostką mobilizującą został 17 Pułk Artylerii Pancernej.
Jesienią 1955 roku 11 Dywizja Zmechanizowana przeformowana została na nowe etaty. W ramach reorganizacji dywizji został sformowany 60 Batalion Medyczno-Sanitarny (JW Nr 3935) według etatu Nr 2/196 o stanie 24 wojskowych i 20 pracowników cywilnych. W terminie do 20 grudnia 1956 roku jednostka została rozformowana.
Latem 1963 roku 11 Dywizja Zmechanizowana została przeformowana w 11 Drezdeńską Dywizję Pancerną. 1 lipca 1963 roku w garnizonie Żary, na bazie 42 Pułku Zmechanizowanego, został sformowany 60 Batalion Medyczny (JW 2006). Struktura organizacyjna batalionu medycznego w latach 80. XX wieku została przedstawiona w: organizacja polskiej dywizji zmechanizowanej.
Latem 1968 roku jednostka wzięła udział w operacji „Dunaj”. W rejonie Jaromierza batalion rozwinął dywizyjny punkt medyczny. W czerwcu 1969 roku jednostka została dyslokowana do garnizonu Żagań i zakwaterowana w koszarach przy ulicy Dworcowej.
6 kwietnia 1974 roku przy batalionie została otwarta Specjalistyczna Przychodnia Lekarska. 30 kwietnia 1981 roku jednostka została przemianowana na 60 Batalion Medyczny- Specjalistyczna Przychodnia Lekarska. 9 sierpnia 1993 roku Minister Obrony Narodowej wpisał batalion do rejestru zakładów opieki zdrowotnej.
1 stycznia 1997 roku jednostka została przemianowana na 11 Batalion Medyczny-Wojskowa Specjalistyczna Przychodnia Lekarska.
7 maja 2001 roku dowódca dywizji wydał rozkaz w sprawie reorganizacji 11 Dywizji Kawalerii Pancernej i zmiany podporządkowania niektórych jednostek organizacyjnych 4 Dywizji Zmechanizowanej. Na podstawie tego rozkazu, w terminie do 31 grudnia 2001 roku został sformowany, według etatu wojenno-pokojowego Nr 29/303/0, 11 Batalion Medyczny (JW 2182). Latem 2004 roku jednostka została przeformowana na etat wojenno-pokojowy Nr BC/039/0. W styczniu 2005 roku batalion został dyslokowany do kompleksu koszarowego „Żagań-Las” przy ulicy Żarskiej.
Z dniem 1 kwietnia 2005 roku Minister Obrony Narodowej, po zasięgnięciu opinii Komisji Historycznej do spraw Symboliki Wojskowej, wprowadził odznakę pamiątkową, oznakę rozpoznawczą i proporczyk na beret 11 bmed.
Z dniem 1 sierpnia 2006 roku jednostka otrzymała imię patrona gen. bryg. prof. Mariana Garlickiego.
16 lutego 2007 roku cz. p.o. dowódcy 11 DKPanc, gen. bryg. Mirosław Rozmus wydał rozkaz Nr Z-13 w sprawie rozformowania 11 Batalionu Medycznego. Na podstawie tego rozkazu dowódca 11 bmed rozformował jednostkę w terminie do 31 grudnia 2007 roku. W miejsce batalionu, w strukturze organizacyjnej 11 Batalionu Dowodzenia sformowany został Zespół Medyczny.

## Dowódcy batalionu
- kpt. Łagunowski (1945)
- mjr Edward Laudański (1945)
- mjr lek. Jerzy Ejmont (1945)
- kpt. lek. Tadeusz Szynkarzyński (1963-1969)
- mjr lek. Władysław Mielewczyk (1969-1974)
- kpt. lek. Tadeusz Klekowski (1974-1975)
- mjr lek. Krzysztof Wysokiński (1975-1981)
- kpt. lek. Janusz Styczyński (1981-1991)
- mjr mgr Adam Sikora (1991–2004)
- mjr lek. Mariusz Borowiecki (2004-2007)